# Sardine de l'espace
Sardine de l'espace est une série de bande dessinée française scénarisée par Emmanuel Guibert et Mathieu Sapin et dessinée par Emmanuel Guibert, Mathieu Sapin et Joann Sfar, éditée par Bayard entre 2002 et 2005 puis Dargaud depuis 2007.
Sardine de l'espace est adaptée en une série d'animation de 52 épisodes, diffusés sur Télétoon+ à partir du 4 mai 2020.

## Synopsis
Toute l'histoire se déroule à partir du vaisseau l'« Hector Malot » et de son capitaine, Épaule Jaune, un pirate de l'espace. Ce dernier a recueilli de nombreux orphelins dans l'espace dont les 2 héros : Sardine et P'tit Lulu. Ces derniers voyagent dans l'espace tout en faisant face à Supermuscleman un dictateur intergalactique pas très futé et à son diabolique associé, le Docteur Krok.

## Personnages
Sardine
P'tit Lulu
Capitaine Épaule Jaune
Supermuscleman
Docteur Krok
Mémé

## Liste des volumes

### Première édition (Bayard)
- 1. Le Doigt dans l'œil,  (ISBN 2-227-71505-7), mai 2000
Scénario : Emmanuel Guibert - Dessin : Joann Sfar - Couleurs : Walter
- 2. Le Bar des ennemis,  (ISBN 2-227-71514-6), septembre 2000
Scénario : Emmanuel Guibert - Dessin : Joann Sfar - Couleurs : Walter
- 3. La Machine à laver la cervelle,  (ISBN 2-7470-0159-8), mars 2001
Scénario : Emmanuel Guibert - Dessin : Joann Sfar - Couleurs : Walter
- 4. Les Voleurs de Yaourts,  (ISBN 2-7470-0160-1), septembre 2001
Scénario : Emmanuel Guibert - Dessin : Joann Sfar - Couleurs : Walter
- 5. Le Championnat de boxe,  (ISBN 2-7470-0543-7), janvier 2002
Scénario : Emmanuel Guibert - Dessin : Joann Sfar - Couleurs : Walter
- 6. Le Capitaine tout rouge,  (ISBN 2-7470-0544-5), mai 2002
Scénario : Emmanuel Guibert - Dessin : Joann Sfar - Couleurs : Walter
- 7. La Grand Sardine,  (ISBN 2-7470-0892-4), mars 2003
Scénario : Emmanuel Guibert - Dessin : Joann Sfar - Couleurs : Walter
- 8. Les Tatouages carnivores,  (ISBN 2-7470-0949-1), juin 2003
Scénario : Emmanuel Guibert - Dessin : Joann Sfar - Couleurs : Walter
- 9. La Montagne électorale,  (ISBN 2-7470-1044-9), janvier 2004
Scénario et dessin : Emmanuel Guibert - Couleurs : Walter
- 10. Le Cyber disc-jockey,  (ISBN 2-7470-1624-2), janvier 2005
Scénario et dessin : Emmanuel Guibert - Couleurs : Walter

### Deuxième édition (Dargaud)
- 1. Platine Laser,  (ISBN 978-2-205-06011-9), réédition du tome 1 et 2 de Bayard, juin 2007
Scénario : Emmanuel Guibert - Dessin : Joann Sfar - Couleurs : Walter
- 2. Zacar et les zacariens,  (ISBN 978-2-205-06012-6), réédition du tome 3 et 4 de Bayard, juin 2007
Scénario : Emmanuel Guibert - Dessin : Joann Sfar - Couleurs : Walter
- 3. Il faut éliminer Toxine,  (ISBN 978-2-205-06013-3), réédition du tome 5 et 6 de Bayard, mai 2008
Scénario : Emmanuel Guibert - Dessin : Joann Sfar - Couleurs : Walter
- 4. Le Remonte-kiki,  (ISBN 978-2-205-06014-0), réédition du tome 7 et 8 de Bayard, avril 2008
Scénario : Emmanuel Guibert - Dessin : Joann Sfar - Couleurs : Walter
- 5. Mon œil !,  (ISBN 978-2-205-06082-9), avril 2008
Scénario et dessin : Emmanuel Guibert - Couleurs : Walter
- 6. La Cousine Manga,  (ISBN 978-2-205-06027-0), juin 2007
Scénario et dessin : Emmanuel Guibert - Couleurs : Walter
- 7. Pizza tomic, avril 2008 (ISBN 978-2-205-06081-2)
Scénario et dessin : Emmanuel Guibert - Couleurs : Walter
- 8. Les Secrets de l'univers,  (ISBN 978-2-205-06148-2), août 2009
Scénario : Emmanuel Guibert - Dessin : Mathieu Sapin - Couleurs : Walter
- 9. Le Loto des nombrils,  (ISBN 978-2-205-06149-9), août 2010
Scénario : Emmanuel Guibert - Dessin : Mathieu Sapin - Couleurs : Walter
- 10. La Reine de l'Afripe,  (ISBN 978-2-205-06718-7), octobre 2011
Scénario : Emmanuel Guibert - Dessin : Mathieu Sapin - Couleurs : Walter
- 11. l'Archipel des hommes-sandwichs,  (ISBN 978-2-205-06793-4), août 2012
Scénario : Mathieu Sapin - Dessin : Mathieu Sapin - Couleurs : Walter
- 12. Môssieur Susupe et Môssieur Krokro,  (ISBN 978-2-205-07151-1), juin 2013
Scénario : Emmanuel Guibert - Dessin : Mathieu Sapin - Couleurs : Walter
- 13. Le Mange-Manga,  (ISBN 978-2-205-07196-2), juin 2014
Scénario et dessin : Mathieu Sapin - Couleurs : Walter
- 14. L'Intelligence Archificelle,  (ISBN 978-2-205-08377-4), juillet 2020
Scénario : Emmanuel Guibert - Dessin : Mathieu Sapin - Couleurs : Walter

### Autres éditeurs
Trois volumes de Sardine de l'espace sont parus aux États-Unis sous le titre Sardin in Outer Space, publiés par First Second Books entre 2006 et 2007.

## Série d'animation
Sardine de l'espace est adaptée en une série d'animation de 52 épisodes produite par Toon Factory et diffusée sur Télétoon+ à partir du 4 mai 2020.
La totalité des épisodes s'inspire des histoires contenues dans les albums et sélectionnées par les auteurs. Mathieu Sapin a participé à l'élaboration de certains scénarios et Joann Sfar a supervisé l'aspect graphique de la série. Le générique est interprété par le groupe de rock français Dionysos, collaborateur de Sfar sur d'autres projets.

### Distribution
- Dorothée Pousséo : Sardine
- Kaycie Chase : P'tit Lulu
- Philippe Spiteri : Supermuscleman
- Emmanuel Garijo : Capitaine Épaule Jaune
- Jérôme Pauwels : Dr Krok
- Evelyne Grandjean : Mémé
- Nathalie Homs
- Patrice Dozier
- François Jerosme
- Magali Rosenzweig
- Benjamin Bollen